# Солнечное (Донецкая область)
Со́лнечное (укр. Сонячне; до 1923 — Крестовка, до 2016 г. Красно́вка) — село на Украине, находится в Волновахском районе Донецкой области.
Код КОАТУУ — 1421583201. Население по переписи 2001 года составляет 782 человека. Почтовый индекс — 85782. Телефонный код — 6244.
В 1923 г. приказом Мариупольского окрисполкома в ознаменование 6-й годовщины Октябрьской революции село Крестовка переименовано в Красновку.

## Адрес местного совета
85754, Донецкая область, Волновахский р-н, с. Солнечное, ул. Дзержинского, 26